# 由良ゆら
由良 ゆら（ゆら ゆら、2002年6月17日 - ）は、日本のタレント、グラビアアイドル。千葉県出身。ゼロイチファミリア所属。
女性アイドルグループ「＃よーよーよー」のピンク担当。旧芸名は白石 夢来（しらいし ゆら）。

## 来歴
マグニファイエンタテインメントのオーディション合格をきっかけに小学生の頃から芸能活動を始め、中学2年生のときにグラビアアイドルとしてデビュー。当時の芸名は白石 夢来。
2020年2月9日、マグニファイエンタテインメントを退社したことを公表。芸名を「由良 ゆら（ゆら ゆら）」に改名し、フリーで活動を継続。
2020年10月8日、ゼロイチファミリアへの所属を公表。
2021年8月25日、YouTubeで「由良ゆら」チャンネルを開設。
2021年12月23日、同事務所の森香穂、貝賀琴莉、月なぎさ、琴るり、姫野ひなの、石原さきとアイドルグループ「＃よーよーよー」を結成。
2022年12月19日、和歌山県日高郡由良町の観光大使に委嘱された。

## 人物・エピソード
憧れの人物は石原さとみ。芝居に興味があり、今後の抱負として「芝居はもちろんのこと芝居以外のやったことのないものにも挑戦したい」と語っている。
趣味はネイル、料理。特技はヘアアレンジ、魚をさばくこと。鮮魚の扱いは漁師町である千葉県銚子市で生まれ育ったおかげで自然に身についた。好きな魚はメヒカリ。
好きなキャラクターはサンリオ「マイメロディ」の「クロミ」。SNSでもたびたびクロミちゃんに関する投稿をし、取材でもクロミちゃんとコラボするのが目標だと答えている。
9歳ほど年齢の離れた弟がいる。
2022年10月1日、渋谷Spotify O-WESTにて開催されたライブの直前、入ったトイレに鍵の故障で閉じ込められ、ライブに出演できなくなるというトラブルに見舞われた。

## 出演

### テレビ
- 真夜中のおバカ騒ぎ!（チバテレ・TOKYO MX）

### イベント
- TGIFグラドルブース出演
- 一日警察署長 銚子警察署（2023年10月14日）[17]

### 舞台
- ADGシアター MEMORY～真実の愛（2015年8月5日 - 7日、シアター風姿花伝）

### 広告
- USJ「ミニオンパーク」 - 女子高生 役

## 作品

### DVD
「白石夢来」名義
- 放課後 白石夢来 同好会（2016年11月19日、エスデジタル）
- ユメユララ（2018年2月25日、EIC-BOOK）
- ゆらめきマーメイド（2018年6月25日、EIC-BOOK）
- HR -日直 白石夢来-（2018年9月28日、エスデジタル）
- 純情ドリーマー（2018年12月25日、EIC-BOOK）
- ららら♪らいっ♪（2019年4月25日、EIC-BOOK）
- HR -日直 白石夢来- 2限目（2019年8月30日、エスデジタル）
- HR -日直 白石夢来- 3限目（2020年1月30日、エスデジタル）

「由良ゆら」名義
- はじめましてゆらゆらです♥（2020年9月25日、イーネット・フロンティア）
- ゲレンデが溶けるほど、ゆらゆらしちゃうぞ!（2021年4月21日、イーネット・フロンティア）
- ゆらとぼくの夏ゆら心（2021年10月22日、イーネット・フロンティア）
- 僕のゆらゆらが可愛すぎる件 （2022年4月22日、イーネット・フロンティア）

### 写真集
「白石夢来」名義
- 夢の途中（2017年11月9日、マイウェイ出版、撮影：14y.ムラミツ）ISBN 978-4-86511-811-7

「由良ゆら」名義
- 由良ゆら1st写真集『ゆらドキッ！』（2024年8月28日、白夜書房）ISBN 978-4864945196[18][19]